# Proterorhinus semilunaris
Proterorhinus semilunaris es una especie de peces de la familia de los Gobiidae en el orden de los Perciformes.

## Morfología
Los machos pueden llegar a alcanzar los 9 cm de longitud total.

## Alimentación
Come invertebrados bentónicos. 

## Hábitat
Es un pez de agua dulce, de clima templado y bentopelágico.

## Distribución geográfica
Se encuentra en Bulgaria aunque, como una especie invasiva, ha colonizado el curso superior del río Danubio hasta el sur de Alemania